# Novotel

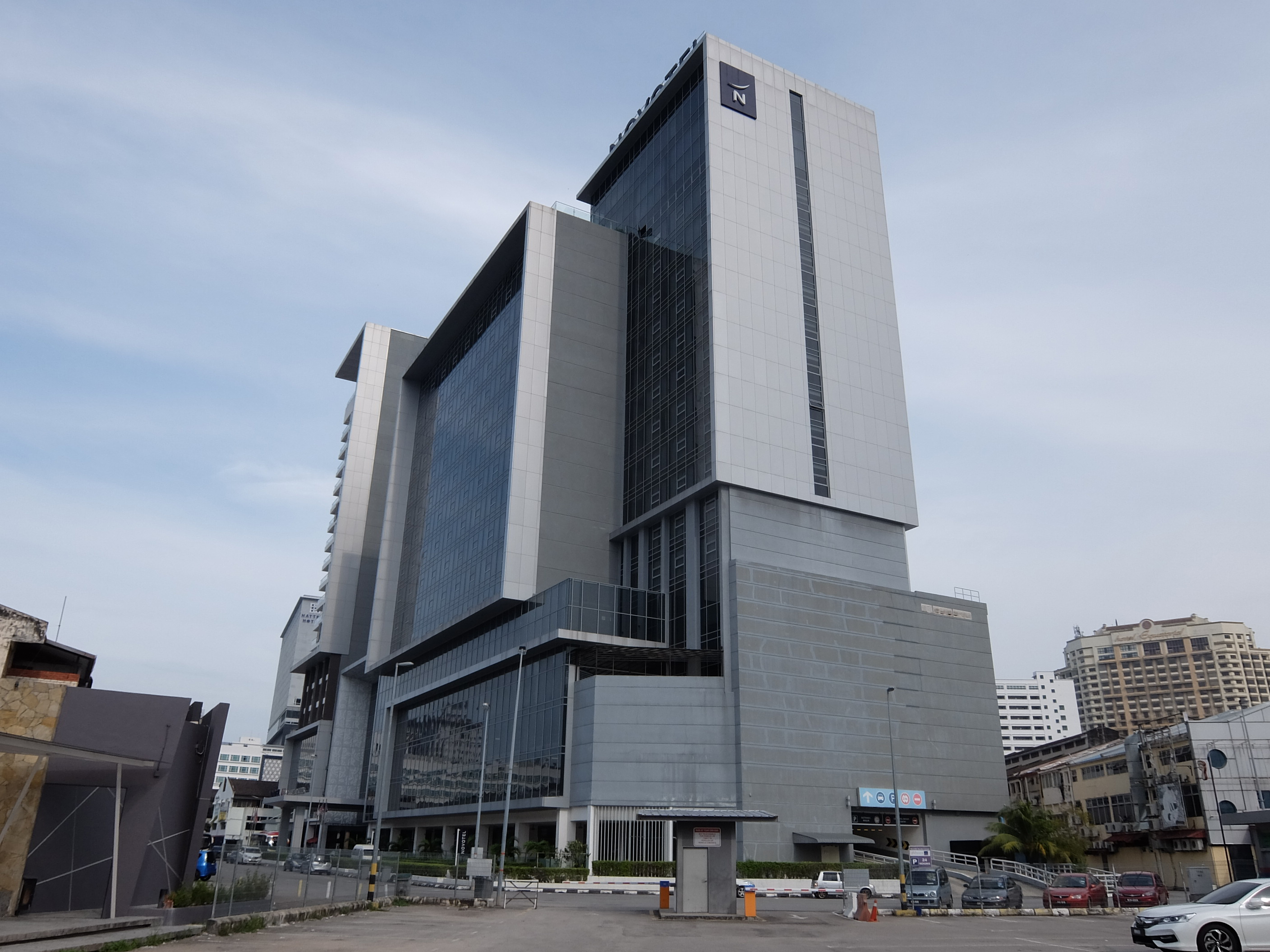
Novotel

Novotel é a rede de hotéis mais antiga do  Grupo Accor. Seu primeiro hotel foi inaugurado em 1967 em Lille na França.

## Presença Internacional
Classificada como uma marca midscale pelo Grupo Accor, em 2015 contava com 412 hotéis em 58 países. Em toda América Latina são 18 hotéis em 6 países.